# Stingrays de la Caroline du Sud
Les Stingrays de la Caroline du Sud sont une franchise professionnelle de hockey sur glace en Amérique du Nord qui évolue dans l'ECHL. L'équipe est basée à North Charleston en Caroline du Sud.

## Historique
La franchise est créée en 1993. Elle a remporté trois fois la Coupe Kelly. Elle est actuellement affiliée aux Capitals de Washington de la Ligue nationale de hockey et aux Bears de Hershey de la Ligue américaine de hockey. Jerry Zucker, un des plus riches hommes d'affaires américains, en était un des propriétaires principaux avant de sa mort en 2008.

### Saisons après saisons
| Saison    | PJ | V  | D  | DP | DTB | BP  | BC  | Pts | Classement                 | Séries éliminatoires               |
| --------- | -- | -- | -- | -- | --- | --- | --- | --- | -------------------------- | ---------------------------------- |
| 1993-1994 | 68 | 33 | 26 | 3  | 6   | 294 | 291 | 75  | 6e place, division Est     | Défaite au premier tour            |
| 1994-1995 | 68 | 42 | 19 | 7  | -   | 255 | 215 | 91  | 1e place, division Sud     | Défaite au deuxième tour           |
| 1995-1996 | 70 | 40 | 22 | -  | 8   | 284 | 251 | 88  | 3e place, division Est     | Défaite au deuxième tour           |
| 1996-1997 | 70 | 45 | 15 | -  | 10  | 345 | 253 | 100 | 1e place, division Est     | Remportent la Coupe Kelly          |
| 1997-1998 | 70 | 41 | 23 | -  | 6   | 246 | 218 | 88  | 1e place, division Sud-Est | Défaite au premier tour            |
| 1998-1999 | 70 | 40 | 20 | -  | 10  | 235 | 216 | 90  | 3e place, division Sud-Est | Défaite au deuxième tour           |
| 1999-2000 | 70 | 35 | 25 | -  | 10  | 253 | 242 | 80  | 4e place, division Sud-Est | Défaite au troisième tour          |
| 2000-2001 | 72 | 42 | 23 | -  | 7   | 240 | 210 | 91  | 1e place, division Sud-Est | Remportent la Coupe Kelly          |
| 2001-2002 | 72 | 39 | 26 | -  | 7   | 235 | 225 | 85  | 4e place, division Sud-Est | Défaite au premier tour            |
| 2002-2003 | 72 | 42 | 22 | -  | 8   | 248 | 225 | 92  | 2e place, division Sud-Est | Défaite au premier tour            |
| 2003-2004 | 72 | 39 | 28 | -  | 5   | 205 | 202 | 83  | 4e place, division Ouest   | Défaite au deuxième tour           |
| 2004-2005 | 72 | 39 | 24 | 3  | 6   | 230 | 219 | 87  | 2e place, division Est     | Défaite au premier tour            |
| 2005-2006 | 72 | 32 | 25 | 7  | 8   | 230 | 237 | 79  | 4e place, division Sud     | Défaite en demi-finale de division |
| 2006-2007 | 72 | 36 | 27 | 4  | 5   | 250 | 251 | 81  | 6e place, division Sud     | Non qualifiés                      |
| 2007-2008 | 72 | 47 | 22 | 2  | 1   | 256 | 192 | 97  | 2e place, division Sud     | Finalistes                         |
| 2008-2009 | 72 | 42 | 23 | 2  | 4   | 249 | 187 | 90  | 2e place, division Sud     | Remportent la Coupe Kelly          |
| 2009-2010 | 72 | 41 | 19 | 6  | 6   | 248 | 216 | 94  | 2e place, division Sud     | Défaite au premier tour            |
| 2010-2011 | 72 | 37 | 29 | 3  | 3   | 194 | 204 | 80  | 2e place, division Sud     | Défaite au premier tour            |
| 2011-2012 | 72 | 37 | 28 | 4  | 3   | 191 | 180 | 81  | 4e place, division Sud     | Défaite au deuxième tour           |
| 2012-2013 | 72 | 38 | 26 | 5  | 3   | 198 | 171 | 84  | 3e place, division Sud     | Défaite au premier tour            |
| 2013-2014 | 72 | 43 | 23 | 2  | 4   | 197 | 173 | 92  | 1er place, division Sud    | Défaite au premier tour            |
| 2014-2015 | 72 | 45 | 20 | 1  | 6   | 224 | 163 | 97  | 2e place, division Sud     | Finalistes                         |
| 2015-2016 | 72 | 44 | 18 | 7  | 3   | 224 | 162 | 98  | 1er place, division Sud    | Défaite en demi-finale             |
| 2016-2017 | 72 | 40 | 28 | 3  | 1   | 227 | 211 | 84  | 3e place, division Sud     | Finalistes                         |
| 2017-2018 | 72 | 48 | 16 | 7  | 1   | 214 | 153 | 104 | 2e place, division Sud     | Finalistes                         |

## Logos

Logo de 1993 à 1999
Logo de 1999 à 2007
Logo actuel